# =1
| Оценки критиков  | Оценки критиков |
| Источник         | Оценка          |
| ---------------- | --------------- |
| Classic Rock     | [ 1 ]           |
| Blabbermouth.net | 8/10            |
| Журнал Rocks     | 10/10           |

=1 — 23-й студийный альбом британской рок-группы Deep Purple. Это их первый альбом с гитаристом Саймоном Макбрайдом. Был выпущен 19 июля 2024 года на лейбле earMUSIC/Edel AG.

## Создание
Альбом был описан как имеющий свободную концепцию, «[символизируя] идею о том, что в мире, который становится всё более сложным, всё в конечном итоге упрощается до единой, единой сущности. Всё равно одному».
Музыкант Джон Эйзлвуд так описал голос певца Иэна Гиллана: «в альбоме он богаче, чем он звучал за многие годы».
Загадочное название альбома "=1" воплощает философию единства группы среди сложности, обещая альбом, который глубоко перекликается с их пятидесятилетним наследием хард-рока.

## Список композиций
Слова и музыка всех песен — Иэн Гиллан, Роджер Гловер, Иэн Пейс, Дон Эйри, Саймон Макбрайд и Боб Эзрин.
| №                   | Название             | Длительность |
| ------------------- | -------------------- | ------------ |
| 1.                  | «Show me»            | 3:59         |
| 2.                  | «A Bit on the Side»  | 4:10         |
| 3.                  | «Sharp Shooter»      | 3:44         |
| 4.                  | «Portable Door»      | 3:48         |
| 5.                  | «Old-Fangled Thing»  | 4:08         |
| 6.                  | «If I Were You»      | 4:42         |
| 7.                  | «Pictures of You»    | 3:51         |
| 8.                  | «I'm Saying Nothin'» | 3:28         |
| 9.                  | «Lazy Sod»           | 3:40         |
| 10.                 | «Now You're Talkin'» | 4:05         |
| 11.                 | «No Money to Burn»   | 3:21         |
| 12.                 | «I'll Catch You»     | 3:20         |
| 13.                 | «Bleeding Obvious»   | 5:50         |
| Общая длительность: | Общая длительность:  | 52:06        |

## Участники записи
Deep Purple
- Иэн Гиллан — ведущий вокал (все треки), бэк-вокал (треки 1, 4-8, 9, 13)
- Саймон Макбрайд — гитара, дополнительная гитарная техника
- Роджер Гловер — бас-гитара (все треки), шейкер (трек 3)
- Иэн Пейс — ударные
- Дон Эйри — клавишные (все треки), оркестровая аранжировка (трек 6)

Дополнительные музыканты
- Боб Эзрин — бэк-вокал (треки 1, 6, 8, 11, 13), тамбурин (1)
- Nashville Music Scoring — оркестр (трек 6)
- Патриция Ширли-Окуджене — бэк-вокал (треки 11, 13)
- Камилла Харрисон — бэк-вокал (треки 11, 13)

Технический персонал
- Боб Эзрин — продюсирование, сведение (все треки); оркестровая аранжировка (трек 6)
- Роберт Вожьен — мастеринг
- Энтони Йорданов — сведение, инженер
- Джулиан Шэнк — сведение
- Джилл Циммерманн — инженер
- Джастин Кортелью — инженер
- Пирс Мортимер — дополнительный клавишный инженер
- Эйке Фриз — дополнительный вокальный инженер
- Денни Мейснер — дополнительный вокальный инженер
- Майкл Ньокато — технический ассистент
- Даниэль Голдаде — технический ассистент
- Джаспер Терпстра — технический ассистент
- Ник Сперия — инженер оркестра (трек 6)
- Джеймс Пэйс — дополнительное продюсирование и инжиниринг ударных (трек 6)

## Позиции в чартах
| Чарты (2024)                                  | Высшая позиция |
| --------------------------------------------- | -------------- |
| Австралия (ARIA)                              | 58             |
| Австрия (Ö3 Austria)                          | 2              |
| Бельгия/Валлония (Ultratop)                   | 6              |
| Бельгия/Фландрия (Ultratop)                   | 8              |
| Великобритания (UK Albums Chart)              | 12             |
| Великобритания (UK Independent Albums Chart)  | 2              |
| Великобритания (UK Rock & Metal Albums Chart) | 2              |
| Венгрия (MAHASZ)                              | 14             |
| Германия (Offizielle Top 100)                 | 1              |
| Дания (Hitlisten)                             | 14             |
| Италия (FIMI)                                 | 16             |
| Нидерланды (Album Top 100)                    | 8              |
| Польша (ZPAV)                                 | 2              |
| США (Billboard Top Album Sales)               | 19             |
| США (Billboard Top Hard Rock Albums)          | 24             |
| Финляндия (Suomen virallinen lista)           | 3              |
| Швейцария (Schweizer Hitparade)               | 1              |
| Швеция (Sverigetopplistan)                    | 1              |
| Шотландия (Scottish Albums Chart)             | 3              |